# جوایز ان‌ام‌ای
ان‌ام‌ای آواردز (به انگلیسی: NME Awards) نام جایزه سالانه موسیقی است که در بریتانیا و توسط مجله ان‌ام‌ای برگزار می‌شود.اولین مراسم این جایزه در سال ۱۹۵۳ و به عنوان کنسرت برندگان ان‌ام‌ای، بعد از مدت کوتاهی از ایجاد مجله برگزار شد.

## تاریخچه
این جایزه اولین بار با عنوان مراسم جایزه و کنسرت برندگان ان‌ام‌ای در سال ۱۹۵۲/۱۹۵۳ برگزار شد.این مراسم تا سال ۱۹۷۲ ادامه داشت که از آن فیلبرداری می‌شد و در شبکه‌های تلویزیونی مانند آی‌تی‌وی پخش می‌شد.گروه‌های بیتلز  و رولینگ استونز بیشترین میزان مشارکت در برنامه را داشته‌اند.

### دوره بریت‌پاپ
جایزه دوباره از سال ۱۹۹۴ و به عنوان ان‌ام‌ای بریت آواردز به کار خود ادامه داد که به نوعی بازی کلامی با بریت آواردز بود.اولین مراسم جایزه به نوعی در حمایت از موسیقی بریت‌پاپ بود و اوسیس اولین گروهی بود که در دوره جدید توانست ۳ جایزه را برای خود کند.اوسیس دوباره و در سال ۱۹۹۶ ۴ جایزه برد.

## برندگان اصلی
توجه:این لیست فقط شامل برندگان اصلی (مانند بهترین آلبوم،بهترین گروه بریتانیایی و ...)می‌شود.
- ۱۹۹۵ - اوسیس (۳ جایزه)
- ۱۹۹۶ - اوسیس (۳ جایزه)
- ۱۹۹۹ - منیک استریت پریچرز (۴ جایزه)
- ۲۰۰۰ - بلر (۳ جایزه)
- ۲۰۰۱ - کلدپلی (۳ جایزه)
- ۲۰۰۲ - د استروکز (۳ جایزه)
- ۲۰۰۳ - کلدپلی (۲ جایزه)
- ۲۰۰۵ - فرانز فردیناند (۲ جایزه)
- ۲۰۰۶ - آرکتیک مانکیز (۳ جایزه)
- ۲۰۰۷ - آرکتیک مانکیز ( ۳ جایزه)
- ۲۰۰۸ - آرکتیک مانکیز (۳ جایزه)
- ۲۰۰۹ - ام‌جی‌ام‌تی (۲ جایزه)
- ۲۰۱۰ - میوز و کاسابین (۲ جایزه)
- ۲۰۱۱ - مای کمیکال رمنس (۲ جایزه)